# Otolity

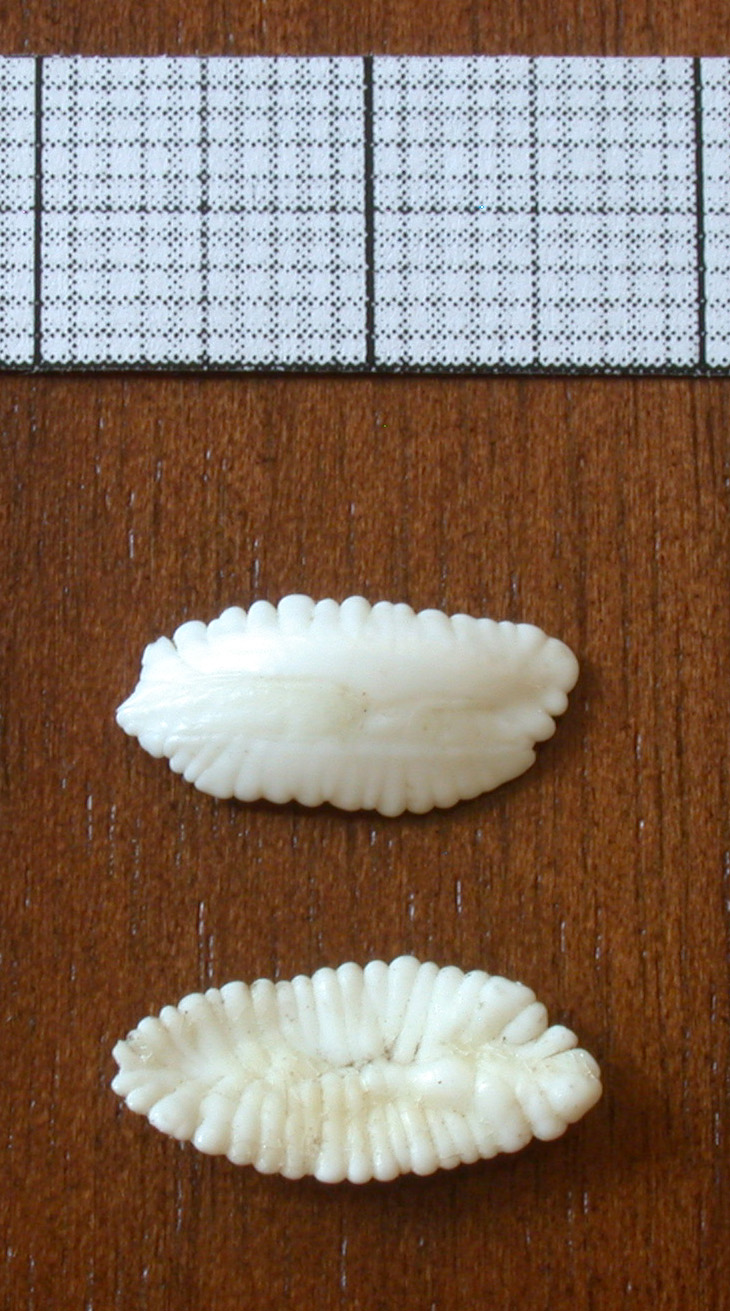
Otolity tresky obecné

Otolity (z řeckého oto – ucho a lithos – kámen) jsou tělíska tvořená uhličitanem vápenatým, která se nacházejí ve vnitřním uchu ve váčcích blanitého hlemýždě.

## Funkce
Otolity fungují tak, že se při pohybu organismu přesýpají a rozhýbají tak endolymfu – tekutinu, která vyplňuje prostor blanitého hlemýždě. Endolymfa následně tlačí na vláskové buňky, které rozhýbají perilymfu – hranici mezi hlemýžděm blanitým a kostěným. Vzniká vzruch, který je vedený po sluchově rovnovážném nervu do sluchového ústředí. Organismům takto slouží především ke zjišťování polohy těla a jeho pohybu.
U ryb je možné pomocí výbrusů otolitů zjišťovat jejich stáří.
Tyto anatomické struktury (nazývané nepřesně jako „ušní kameny“) jsou známé například také u krokodýlů.